# Terrier

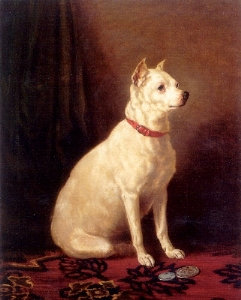
Un extinto Old English White Terrier pintado en el.

Terrier es un extenso grupo de razas de perros, en su mayoría originarias de las islas británicas, que fueron desarrolladas principalmente para la caza de roedores y otras alimañas. El nombre "terrier" proviene del latín terra, que significa "tierra", en referencia a la habilidad de estos perros para excavar y trabajar en túneles subterráneos, donde se escondían las presas como ratas y zorros. Este grupo abarca una gran variedad de razas, las cuales comparten algunas características comunes, pero también presentan notables diferencias en tamaño, apariencia y temperamento.
En términos generales, los terrier son perros de tamaño pequeño a mediano, con un pelaje áspero o duro que les ayuda a protegerse en su trabajo de caza en terrenos ásperos. Su carácter es uno de sus rasgos más distintivos: suelen ser enérgicos, decididos, valientes y, a menudo, algo inquietos. Estas características, junto con su gran instinto de caza, los hicieron ideales para la captura de ratas y otras alimañas, tarea para la que fueron seleccionados originalmente.
Los terrier varían considerablemente en tamaño. Algunas razas, como el Norwich Terrier, pesan apenas un par de kilos, mientras que otras, como el Airedale Terrier, pueden superar los 20 kilos. Debido a esta amplia variedad de tamaños y funciones, los terrier generalmente se clasifican según su tamaño (pequeño, mediano o grande) o su función específica en la caza o en la compañía humana. Además de su papel como perros de trabajo, muchas razas de terrier también han sido criadas como mascotas, debido a su personalidad vivaz y su lealtad hacia sus dueños.
A lo largo de los siglos, los terrier se han diversificado, dando lugar a más de 30 razas reconocidas oficialmente. Algunas de las más conocidas incluyen el Jack Russell Terrier, el Bull Terrier, el West Highland White Terrier y el Scottish Terrier, entre otras. A pesar de sus diferencias físicas y de temperamento, todos los terrier comparten un fuerte instinto de caza y un carácter vivaz, lo que los convierte en compañeros activos y alertas.
Hoy en día, los terrier siguen siendo apreciados tanto como perros de trabajo como mascotas familiares, y su historia y evolución los han consolidado como uno de los grupos más populares y distintivos en el mundo canino.

## Historia
Notados con asombro por los antiguos romanos que invadieron Bretaña en el año 55 a. C., estos 

perros pequeños que pueden seguir a sus presas hasta sus guaridas

 no fueron bautizados terraros hasta más tarde. Durante mucho tiempo coexistieron con los grifones bajo el nombre de agasses (o agassins).
Fue el médico de Isabel I de Inglaterra, el doctor Keyes, quien, en su De Canibus Britannicus Liber, publicado en 1570, fue el primero en agruparlos y describirlos: "Hay una especie de perros, a los que llamamos terriers, porque se arrastran bajo tierra para acosar y morder al tejón y al zorro; y los despedazan con sus dientes, bajo tierra, o después de sacarlos a la luz"
Estos combates subterráneos contra adversarios formidables impusieron a los terriers cualidades físicas y morales particulares, dando al grupo su relativa homogeneidad.
La mayoría de las razas terrier se desarrollaron en Inglaterra, Escocia, Gales e Irlanda y en diferentes localidades se criaron terrier específicos para la caza o el control de las alimañas, ya que se utilizaron para combatir a las ratas, conejos, y zorros, tanto por encima como debajo de la tierra (madrigueras). Algunos terrier más grandes fueron utilizados para cazar tejones. El Kerry Blue y el Airedale se usaron particularmente para hacer frente a los castores y nutrias en aguas profundas. Otros se utilizaron como perros de pastoreo (Wheaten Terrier). 
Los terrier fueron cruzados con perros de caza, perros de pelea, y otros terrier. Los primeros terrier eran perros de pequeño tamaño y pelo duro que se utilizaban para cazar ratas, conejos y en general pequeñas alimañas. Estos perros no eran ejemplares homogéneos y prácticamente diferían de una granja a otra. En la mitad del siglo XIX, con la llegada de las exposiciones caninas, varias razas se redefinieron fuera de los antiguos propósitos para los que fueron originalmente criados, de tal forma que todas las razas terrier contemporáneas son criadas principalmente como mascotas.
La bravura de los primeros terrier de caza fue explotada usando a los animales en competiciones deportivas. Inicialmente, los terrier competían en eventos tales como limpiar pozos llenos de ratas y el perro más rápido en matar a todas las ratas era el ganador. En el siglo XVIII algunos terrier fueron cruzados con sabuesos para mejorar su destreza en la caza, y otros con perros de pelea para «intensificar la tenacidad y aumentar el coraje.»

## Genética de su origen

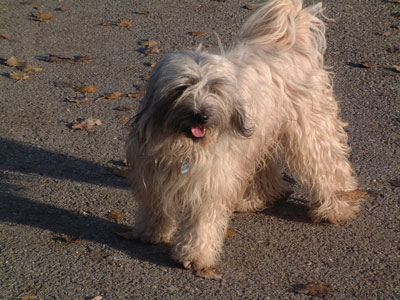
Terrier tibetano

El análisis genético muestra que la mayoría de los terrier están dentro del «moderno» clúster genético de las razas de perros «cazadoras» desarrolladas a partir del mismo grupo de antepasados en la Europa del siglo XIX. Unos pocos terrier se encuentran en el clúster genético del «mastiff» (mastín), junto con el Pomerania, el Labrador Retriever y otros perros de cabeza grande. Mientras que el Terrier tibetano se encuentra en la agrupación antigua de los perros de Asia y África, así como el Pekinés.

## Tipos y grupos

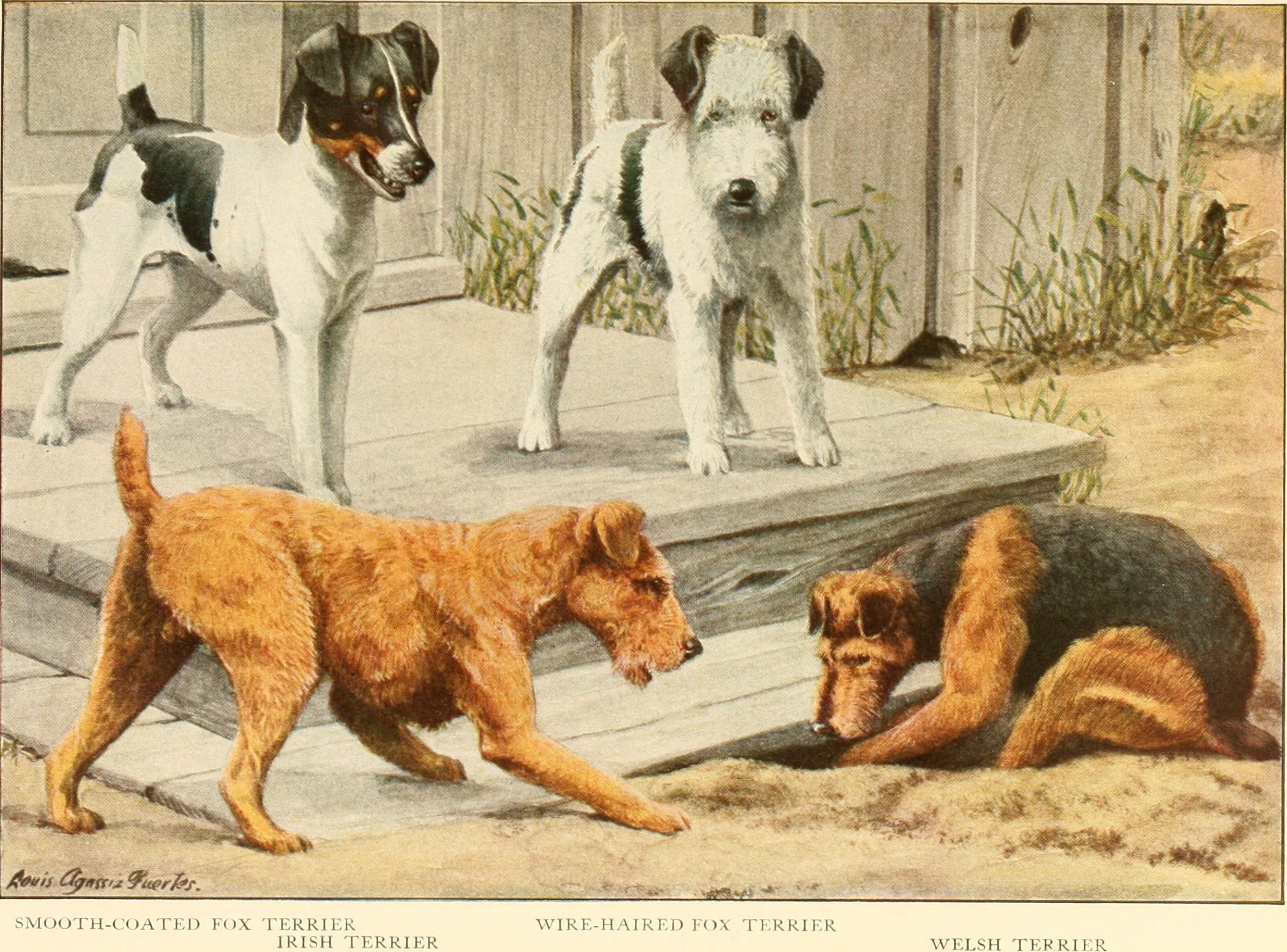
Algunas tipos de terrier. The book of dogs; an intimate study of mankind's best friend, 1919.

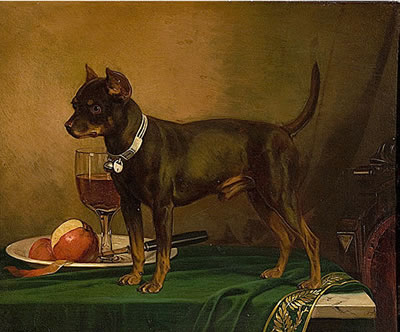
Un cuadro de un terrier miniatura inglés, obra de Frederick August Wenderoth, de 1865.

Durante el siglo XVIII en Inglaterra, sólo dos tipos de terrier fueron reconocidos, los de pata larga y los de pata corta.
Hoy en día, los terrier son a menudo clasificados de manera informal por tamaño o por función:
- Terriers de trabajo (tipos de caza): Todavía se utilizan para encontrar, rastrear o acorralar a la presa, sobre todo bajo tierra. Ejemplos modernos incluyen el Jack Russell terrier y Patterdale terrier. También están los terrier de patas cortas como el Cairn terrier, Scottish Terrier y West Highland white terrier, que también se utilizan para matar a los animales pequeños como los conejos. Los tipos originales de terrier de caza incluyen
  - Fell Terrier: razas desarrolladas en el norte de Inglaterra para ayudar en la matanza de zorros, y
  - Terrier de caza: razas desarrolladas en el sur de Inglaterra para localizar, matar o acorralar a los zorros durante la tradicional caza de la zorra montada.
- Terrier miniatura o Toy Terrier: criados a partir de los grandes terriers, se exhiben en la categoría Toy o grupo de compañía. Entre estas razas se incluyen el Terrier inglés miniatura y Yorkshire terrier. Aunque pequeños, conservan el típico carácter de los terrier, por lo que no son sumisos perros falderos.
- Tipo Bull Terrier: Los tipos Bull y Terrier fueron originalmente una combinación de bulldog con terrier como una raza mixta general para las peleas de toros y perros. En el siglo XIX fueron refinados como razas separadas combinando cualidades terrier y bulldog. A excepción del Boston terrier, por lo general el Kennel Club les incluyen en el grupo de los Terrier. Algunos criadores han criado tipos modernos de razas Bull y terrier, como el Bull terrier, Pit bull terrier americano y Staffordshire bull terrier, como perros de familia adecuados y terriers de exhibición. Estas razas y otros descendientes de los tipos de Bull y Terrier, como el Gull Terr asiático, se encuentran entre las razas de perros criadas todavía para la pelea de perros ilegal.

### Grupos de razas
Los grupos de razas caninas son grupos de perros con características similares agrupados por los Kennel Club; los grupos raciales no son una clasificación científica, y las razas incluidas en un grupo racial varían de un club a otro. La Federación Cinológica Internacional, el Kennel Club (Reino Unido), Canadian Kennel Club, American Kennel Club, Australian National Kennel Council, New Zealand Kennel Club y United Kennel Club, así como las innumerables organizaciones para animales de caza y mascotas, podrían diferir en cuales razas de terrier se incluyen en los diferentes grupos raciales que los clubes utilizan.
Así, el Schnauzer miniatura se sitúa en el «grupo de los terrier» por parte del American Kennel Club, pero el mismo perro no es clasificado como Terrier por el Kennel Club de Reino Unido, que coloca a todos los Schnauzer en el «grupo de utilidad». El Boston terrier es un terrier por definición e historia, pero el Kennel Club británico también lo coloca en el «grupo de servicios públicos», mientras que el Canadian Kennel Club lo sitúa en el «Non-Sporting Group». El American Kennel Club y el Canadian Kennel Club reconocen al Manchester terrier en el «grupo Toy», mientras que el Australian National Kennel Council no reconoce la raza en absoluto. El Terrier tibetano y el Tchiorny Terrier (Terrier ruso negro) son terriers sólo de nombre y no están relacionados en realidad con los terriers.
La organización de cada grupo racial varía de un club a otro también. La Federación Cinológica Internacional incluye a las razas terrier en el Grupo III, subdividida en Sección 1: Terriers de talla grande y media, Sección 2: Terriers de talla pequeña, Sección 3: Terriers de tipo bull y Sección 4: Terriers de compañía, mientras que otro Kennel Club no subdividen el grupo de los Terrier, aunque algunos tipos de terrier son colocados en la categoría de Toy Group por parte de ciertos clubes caninos y otros terriers son puestos en grupos de otra raza.

## Enfermedades y riesgos para su salud
Los terriers, son propensos a una variedad de problemas de salud y enfermedades debido a su genética, niveles de actividad y características distintivas. Estas afecciones pueden variar desde problemas específicos de la raza comunes hasta problemas de salud generales compartidos por todas las razas de perros. 
La luxación de rótula es un problema ortopédico común en los terriers, particularmente en razas pequeñas como el Jack Russell Terrier y el Toy Terrier. La condición implica la dislocación de la rótula, lo que puede causar cojera, dolor y dificultad para caminar. La gravedad de la luxación puede variar desde leve (sin síntomas clínicos significativos) hasta grave, lo que requiere intervención quirúrgica para corregir la desalineación.
Los terriers también son propensos a diversos tipos de alergias, incluidas las alergias alimentarias, las alergias ambientales (por ejemplo, al polen, ácaros del polvo) y las alergias por contacto (por ejemplo, ciertos tejidos o productos químicos). Los síntomas pueden incluir picazón, erupciones, infecciones en los oídos y problemas gastrointestinales. Estas alergias a menudo pueden ser manejadas mediante ajustes dietéticos, antihistamínicos o la evitación de los alérgenos, pero en algunos casos, pueden requerir tratamiento a largo plazo.
Aunque es más común en razas de perros más grandes, la displasia de cadera también puede afectar a ciertas razas de terrier. Esta condición genética implica la malformación de la articulación de la cadera, lo que lleva a dolor, artritis y problemas de movilidad. El trastorno puede ser manejado con medicamentos, fisioterapia o, en casos graves, con cirugía para aliviar el dolor y mejorar la calidad de vida.
Los terriers, especialmente aquellos con pelajes densos como el Scottish Terrier y el West Highland White Terrier, son propensos a diversos problemas cutáneos, como dermatitis, puntos calientes e infecciones fúngicas. Estas condiciones suelen ser provocadas por factores ambientales, alergias o parásitos como pulgas y ácaros. El cuidado regular del pelaje y una higiene adecuada son esenciales para mantener la salud de la piel en los terriers.
El hipotiroidismo es un trastorno endocrino que afecta a muchas razas de terrier, incluidos el Airedale Terrier y el Cairn Terrier. Esta condición ocurre cuando la glándula tiroides no produce suficiente hormona tiroidea, lo que lleva a síntomas como letargo, aumento de peso, pérdida de pelo y problemas en la piel. El tratamiento generalmente consiste en terapia de reemplazo hormonal tiroideo de por vida, lo que ayuda a manejar los síntomas.
La enfermedad de Legg-Calvé-Perthes es una condición degenerativa que afecta la articulación de la cadera, comúnmente vista en razas pequeñas de terrier como el Toy Terrier. Implica la interrupción del suministro sanguíneo a la cabeza femoral, lo que provoca el debilitamiento y colapso del hueso. Esta condición a menudo requiere intervención quirúrgica, como la osteotomía de la cabeza femoral, para restaurar la movilidad del perro y aliviar el dolor.
Al igual que muchas razas pequeñas, los terriers son propensos a enfermedades cardíacas, incluida la enfermedad de la válvula mitral y defectos cardíacos congénitos. Los síntomas de las enfermedades cardíacas pueden incluir tos, dificultad para respirar y letargo. Las visitas regulares al veterinario y un diagnóstico temprano son importantes para manejar las enfermedades cardíacas y mejorar la calidad de vida de los perros afectados.

## Certificados de trabajo
Con el fin de fomentar y promover la cría, la caza y la propiedad de terriers del tamaño, la conformación y el carácter adecuados para actuar como terriers de trabajo, se han creado diversas asociaciones que tratan de promover el mantener las aptitudes de terrier desde esta óptica. Una de las actividades que promueven es el someter a los perros a diversas pruebas para demostrar su capacidad de trabajo, en cuyo caso los perros se hacen acreedores de un Certificado de Trabajo.
El Certificado de Trabajo (WC por sus siglas en inglés) se concede únicamente a los perros a cada una de las siguientes capturas en cantera trabajada en una tierra natural: marmota, zorro, mapache, tejón, zarigüeya agresiva, y otras capturas consideradas aceptables por la entidad que otorga el certificado
El perro debe demostrar su aptitud mediante el trabajo en tierra realizado en la cantera especificada. Esto no incluye el trabajo en
un desagüe o cualquier otro tipo de tierra artificial. El perro debe entrar en la tierra sin ayuda. Si el perro está marcando activamente una entrada restringida o impedida a una tierra, se permite a una persona retirar una restricción, como una piedra o una raíz. Sin embargo, no se permite más ayuda, alteración o ampliación de la entrada a la madriguera. El perro debe entrar lo suficientemente lejos como para quedar completamente fuera de la vista cuando una persona esté mirando hacia el agujero.
El perro debe localizar la presa en la tierra completamente solo sin estímulo (perro o humano). Se permite una simple comunicación verbal del
perro. No están permitidos los estímulos verbales fuertes, frenéticos o excitados al perro. El perro debe trabajar solo (un solo perro en la tierra), debe trabajar hasta la presa y hacerla huir o sacarla de la tierra. Si la presa no se desprende o no es extraída, el terrier debe trabajar de forma que permita a los excavadores localizar y excavar hasta la cantera.

## Ejemplos de tipos específicos

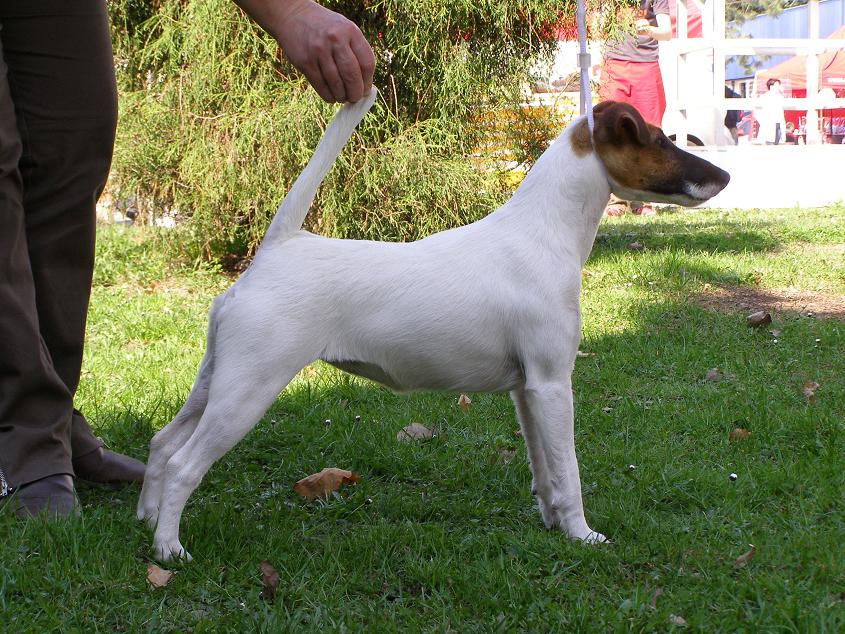
Terriers de pata larga
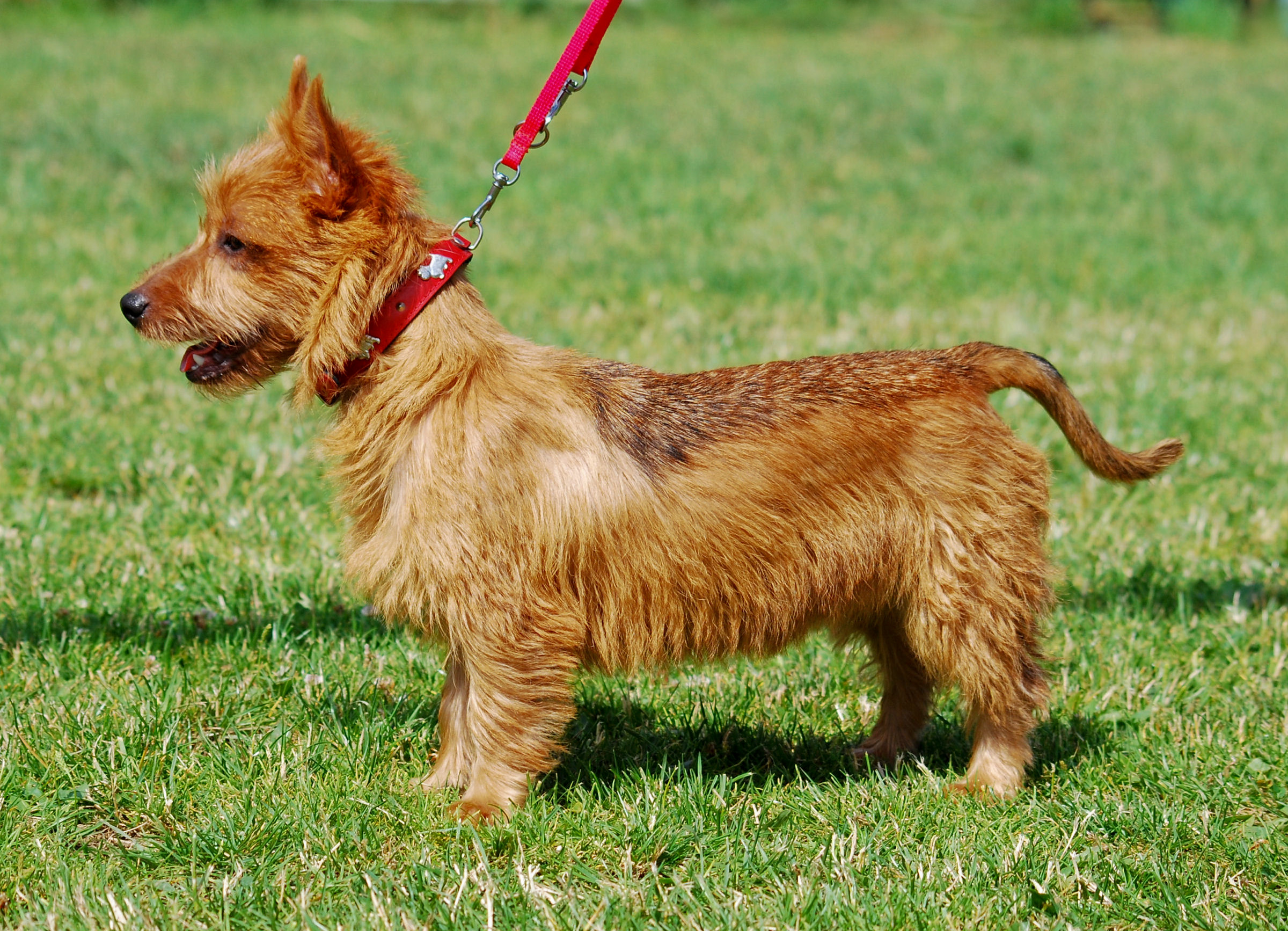
Terriers de pata corta
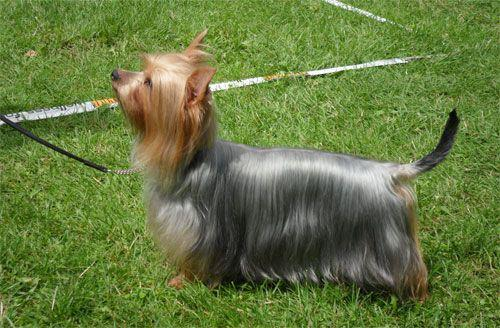
Terrier miniatura
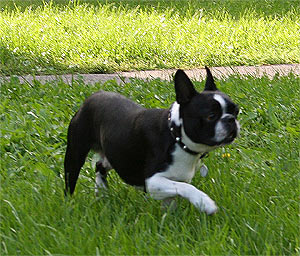
Tipo Bull Terrier